# Yezoceryx u-maculosus
Yezoceryx u-maculosus är en stekelart som beskrevs av Wang 1982. Yezoceryx u-maculosus ingår i släktet Yezoceryx och familjen brokparasitsteklar. Inga underarter finns listade i Catalogue of Life.